# 布宜诺斯艾利斯大街

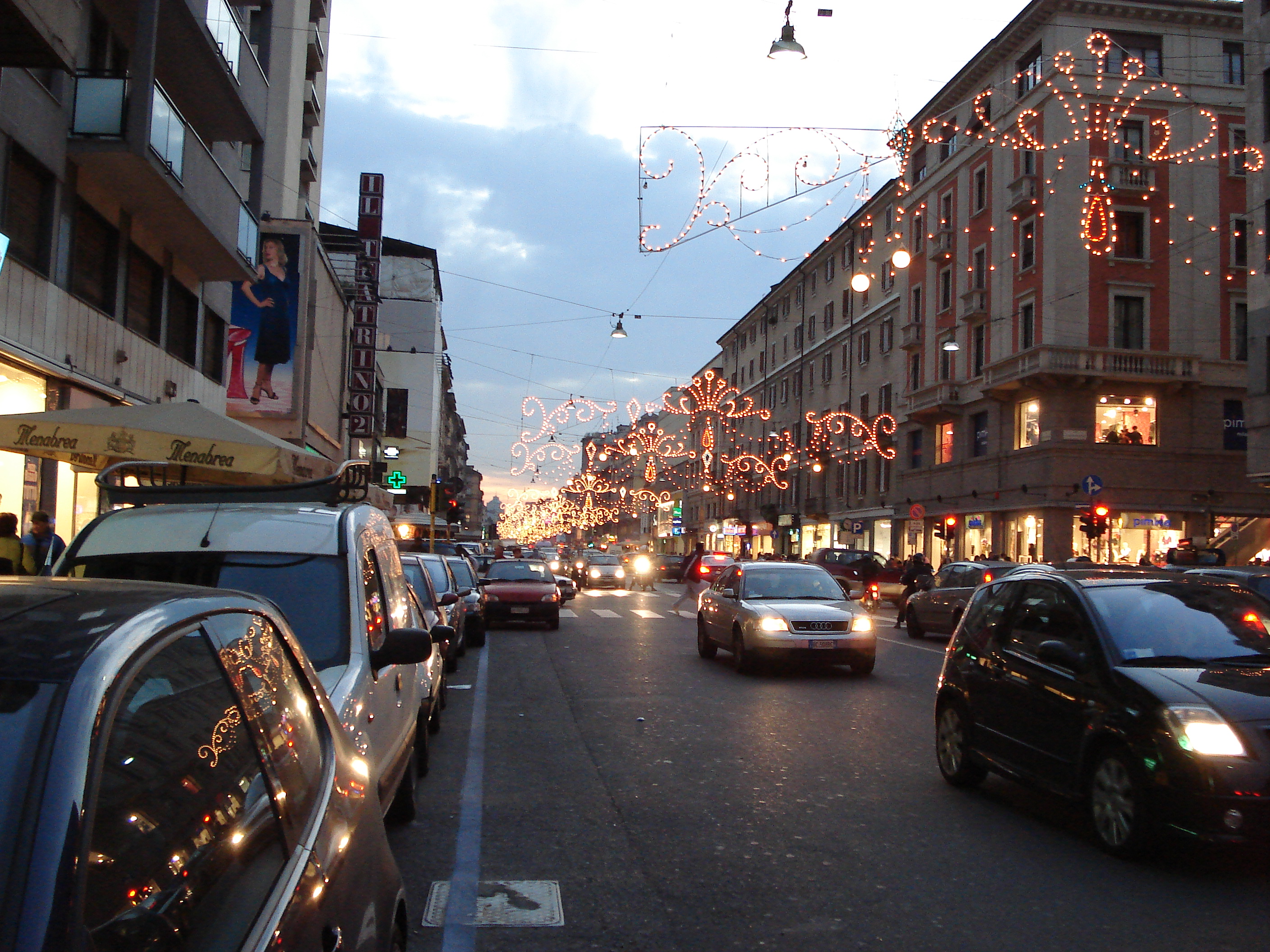
圣诞期间的布宜诺斯艾利斯大街

布宜诺斯艾利斯大街（意大利语：Corso Buenos Aires）是意大利米兰东北部的一条主要街道。这条街拥有超过350家店铺，为该市最重要的购物街之一，也是欧洲服装店最集中的地点。该区域的建筑主要是19世纪后期和20世纪风格的，也有一些新古典主义和新艺术运动建筑。

## 位置
布宜诺斯艾利斯大街位于米兰的东北部，对应于米兰第二区。它长约1.2公里，大致为西南-东北走向，从米兰中心直通附近的蒙扎。这条街本身开始于威尼斯门街区的Oberdan小广场，结束于洛雷托广场。布宜诺斯艾利斯大街继续向市中心即威尼斯街，到达紧邻米兰主教座堂的圣巴比拉广场。从洛雷托广场的另一端，发散出三条街道，其中主要的一条是蒙扎大道（意大利语：Viale Monza），连接米兰与蒙扎。米兰地铁1号线沿着布宜诺斯艾利斯大街停靠三站（威尼斯门、利马广场和洛雷托广场)。

## 购物
布宜诺斯艾利斯大街拥有众多的店铺，是米兰最繁华的街道之一，尤其在圣诞期间。不同于蒙特拿破仑大街和主教座堂广场附近主要售卖高级时装，布宜诺斯艾利斯大街的店铺主要面向大众。